# Lauren Henry
Lauren Henry (Lutterworth, 21 de dezembro de 2001) é uma remadora britânica, campeã olímpica.

## Carreira
Lauren Henry conquistou a vitória geral no British Rowing Senior Trials 2023 na categoria W1x, enquanto ainda era uma atleta qualificada para a categoria Sub-23. Henry ganhou uma medalha de bronze em seu primeiro evento sênior; no skiff quádruplo no Campeonato Europeu de Remo de 2023. No Campeonato Mundial de Remo de 2023 em Belgrado, ela ganhou a medalha de ouro do Campeonato Mundial no skiff quádruplo.
Nos Jogos Olímpicos de Verão de 2024, em Paris, conquistou a medalha de ouro na competição de skiff quádruplo feminino, ao lado de Hannah Scott, Lola Anderson e Georgina Brayshaw com o tempo de 6:16.31.